# Eliminação progressiva de lâmpadas incandescentes

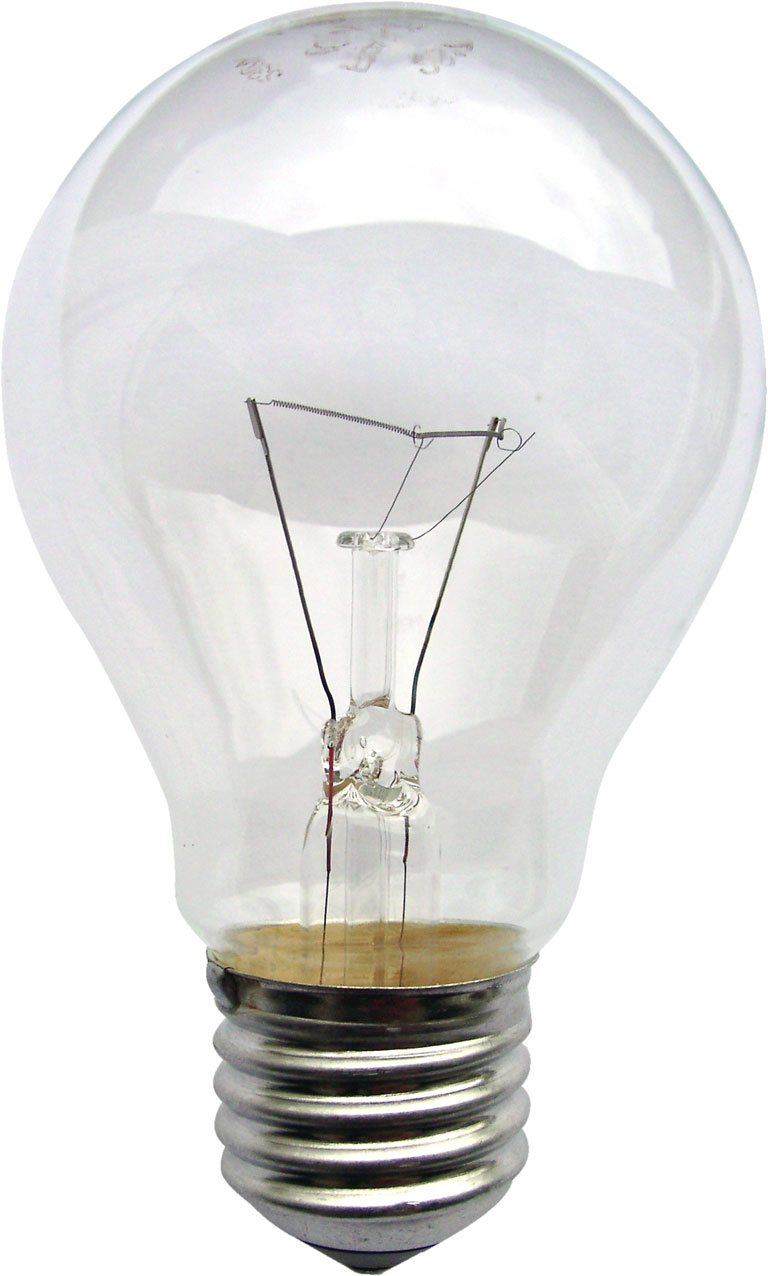
Lâmpada incandescente de 60 W com classe de eficiência energética E

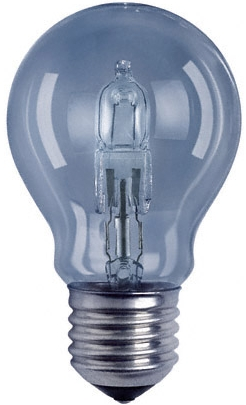
Lâmpada incandescente halógena equivalente de 42 W com classe de eficiência C

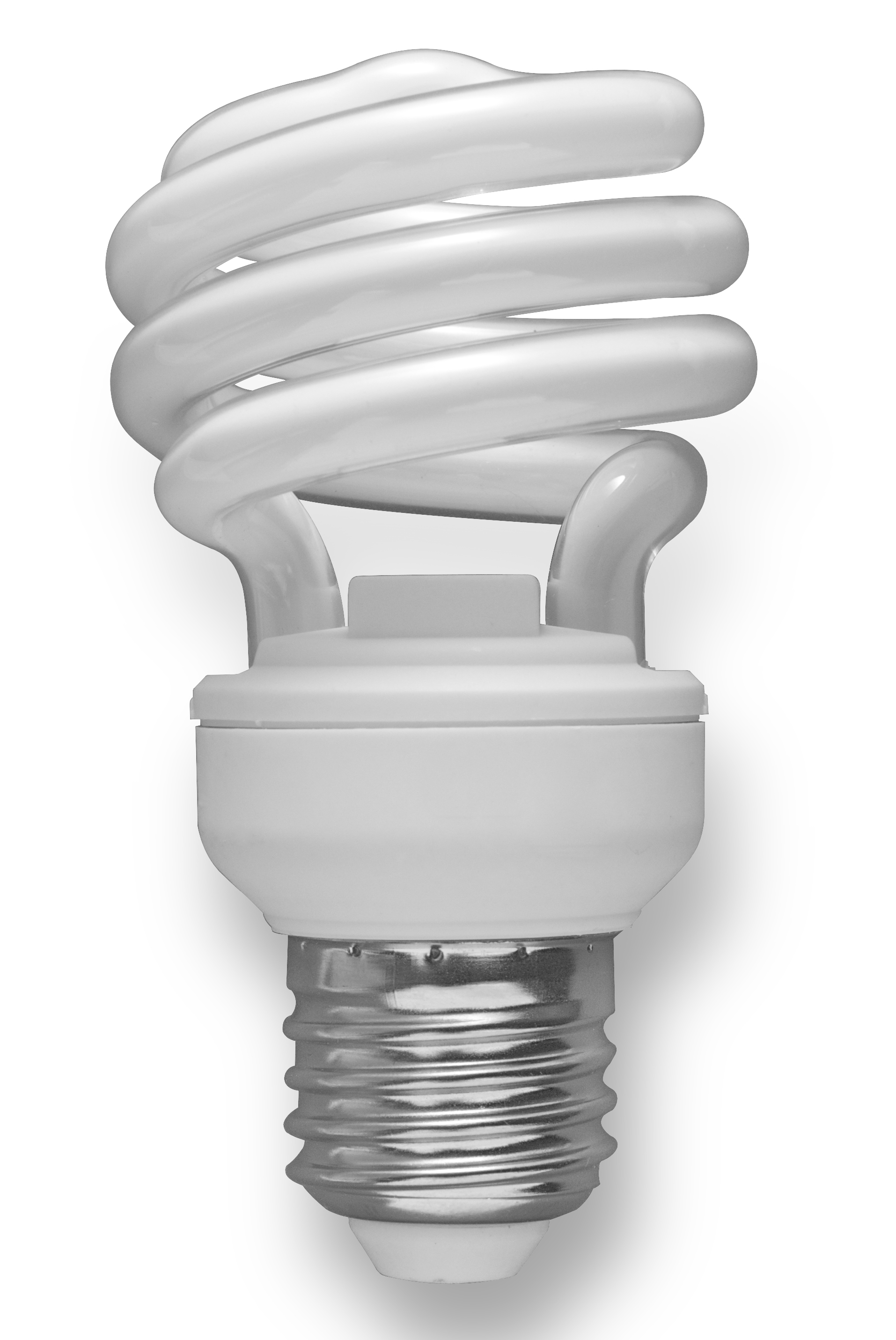
Lâmpada fluorescente compacta

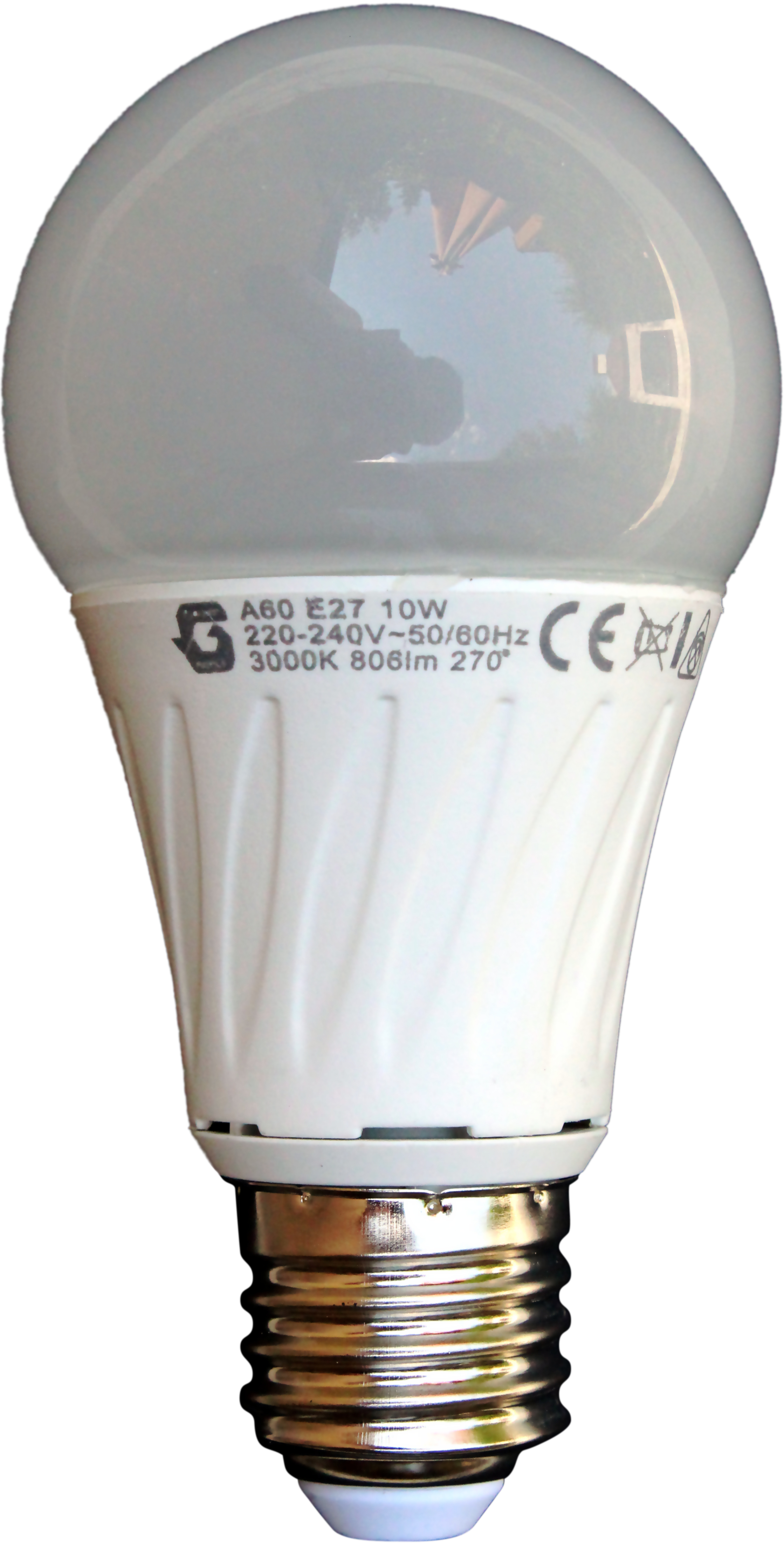
Lâmpada LED

Vários governos em todo o mundo aprovaram legislações para eliminar gradualmente a fabricação ou importação de lâmpadas incandescentes para iluminação geral em favor de alternativas mais eficientes em termos energéticos. As regulamentações são geralmente baseadas na eficiência, e não no uso de tecnologia incandescente. No entanto, não é ilegal continuar a comprar ou vender lâmpadas existentes, que não são regulamentadas.
Brasil e Venezuela iniciaram a eliminação progressiva em 2005, União Europeia, Suíça,  e Austrália começaram a eliminá-los gradualmente em 2009.  Da mesma forma, outras nações estão implementando novos padrões energéticos ou agendaram eliminações progressivas: Argentina  e Rússia proibiram a venda e importação de lâmpadas incandescentes em 2012, e Canadá,  México,  ,  e Coreia do Sul em 2014.  Uma proibição que cobre a maioria das lâmpadas incandescentes nos Estados Unidos entrou em vigor em 2023. 
As objeções à substituição de lâmpadas incandescentes para iluminação geral incluem principalmente o aumento das despesas de aquisição de lâmpadas alternativas. Para mitigar os efeitos destas preocupações em termos de custos, foram implementados vários programas, que vão desde subsídios para lâmpadas até melhores padrões para medição de desempenho e rotulagem de produtos. Os fabricantes desenvolveram lâmpadas fluorescentes com teor reduzido de mercúrio em comparação com os designs originais, e os programas de reciclagem destinam-se a evitar a libertação de mercúrio. Novos tipos de lâmpadas oferecem características iniciais aprimoradas e tipos reguláveis estão disponíveis.